# Ben Agathangelou
Panayiotis "Ben" Agathangelou (Hackney, 4 de novembro de 1971) é um engenheiro automotivo greco-britânico, especializado em aerodinâmica, que atualmente trabalha para a equipe Haas F1 Team.

## Carreira na Fórmula 1
Agathangelou estudou aeronáutica e astronáutica na Universidade de Southampton antes de se juntar à equipe de Fórmula 1 da McLaren em 1994, onde permaneceu por três anos. Depois de um ano na Tyrrell, onde trabalhou com Harvey Postlethwaite, ele mudou-se para a Honda, juntamente com Postlethwaite, e ajudou a projetar o carro de teste Honda RA099, que nunca foi utilizado em corrida devido à morte súbita de Postlethwaite, diretor técnico do projeto.
Ele foi contratado pela Benetton em 1999, antes de se mudar para a Jaguar em abril de 2002. Ele projetou o carro de 2003 da equipe, o R3 e os primeiros carros da Red Bull depois que a equipe foi vendida para a companhia de bebidas em 2005. Ele deixou a equipe em 2007 depois de uma mudança de pessoal causada pela chegada de Adrian Newey.
Agathangelou voltou à Fórmula 1 em 2010 depois de ser recrutado pela recém-criada Hispania Racing F1 Team, e depois mudou-se para a Ferrari. Ele assumiu o cargo de chefe de aerodinâmica na nova equipe de Fórmula 1, a Haas F1 Team, em março de 2015. No segundo semestre de 2021, foi divulgado que Agathangelou havia assumido o cargo de chefe de operações de engenharia da equipe estadunidense, com o antigo aerodinamicista principal Arron Melvin substituindo-o na função anterior. Posteriormente, ele se tornou o aerodinamicista chefe da Haas.